# Erwin Thoma
Erwin Thoma (ur. 14 lutego 1962 w Bruck an der Großglocknerstraße) – austriacki ekonomista i przedsiębiorca, doktor nauk leśnych, działający jako przedsiębiorca i autor w dziedzinie wiedzy o drzewach i innowacji drewna. Właściciel firmy Thoma-Holz GmbH oferującej między innymi domy z litego drewna nieklejonego. Twórca metody Holz100, pozwalającej budować drewniane domy, które są wytrzymałe, energooszczędne i komfortowe; zbudowane jedynie z ekologicznych materiałów, bez użycia klejów i metalowych łączników.

## Życiorys
Thoma dorastał w Bruck w powiecie Zell am See. Został najpierw przewodnikiem górskim, a następnie leśniczym powiatowym w Eng im Karwendel. Spotkania z lutnikami z Mittenwaldu zwiększyły jego zainteresowanie tradycyjną obróbką drewna i tradycjami, które zostały prawie zapomniane. Na jego sposób myślenia duży wpływ wywarła wiedza jego dziadka Gottlieba Bruggera, który jako stolarz w Oberpinzgau koło Krimml budował domy z bali w stylu alpejskim. Stopniowo i w nowoczesny sposób wdrażał te tradycje rzemieślnicze do swojej przemysłowej produkcji domów drewnianych. Erwin Thoma mieszka z żoną Karin oraz z dwoma synami i córką w Goldegg im Pongau. 
W drewnianych budowlach Thomy utrzymuje się chłód latem, a zimą nie wychładzają się. Thoma zbudował pierwszy samowystarczalny energetycznie budynek z drewna dla austriackiego archiwum filmowego, w którym przez cały rok utrzymywana jest stała temperatura 2 °C. Do 2015 roku w 33 krajach zbudowano ponad 1000 drewnianych budynków przy użyciu bezklejowej metody konstrukcji z litego drewna Holz100, opatentowanej w 1998 roku.

## Badania

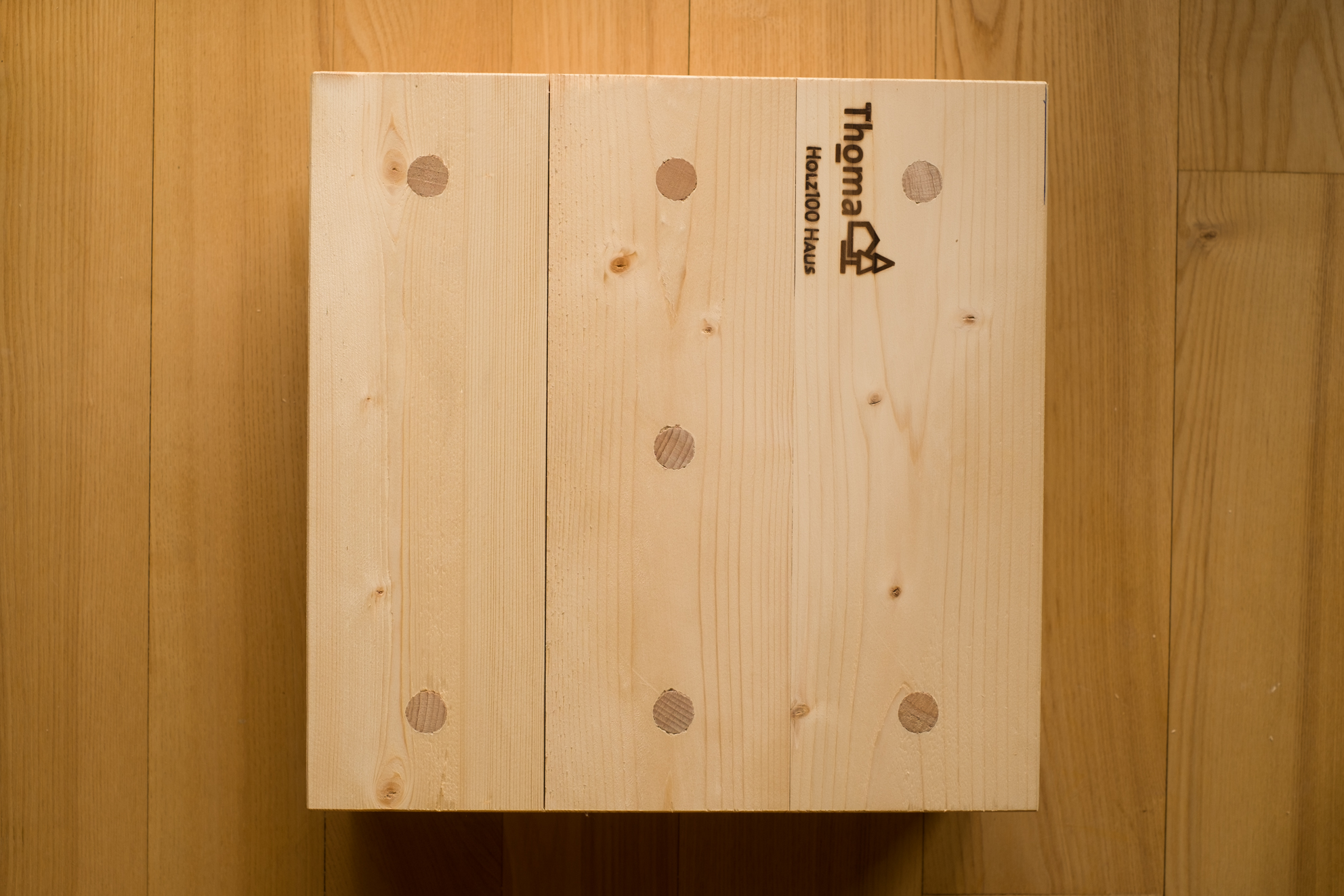
Wzór ściany – obraz kołków

W 1999 roku Thoma zebrał materiały o drewnie, lasach i księżycu w swojej książce o tytule „…dich sah ich wachsen”, która została przetłumaczona na kilka języków. Następnie Thoma złożył wniosek o finansowanie badania naukowego. Ernst Zürcher, pracujący w Politechnice Federalnej Zurychu, przedstawił w 2003 roku badanie, które miało wykazać, że trwałość ściętego drewna nie jest obojętna w fazach księżyca. Wykazano, że drzewo pęcznieje i kurczy się w średnicy synchronicznie do faz księżyca, ale nie w długości. Każde drzewo tworzy wokół siebie pole potencjału elektromagnetycznego, potencjał tego pola również wzrasta i maleje synchronicznie do faz księżyca. Następnie zbadano oddziaływania międzycząsteczkowe w drzewie dotyczące wody. Stwierdzono, że oddziaływania te podobnie jak przypływy i odpływy również zmieniają się pod wpływem faz księżyca.  Natomiast badanie przeprowadzone przez Uniwersytet Techniczny w Dreźnie w 2005 r. zaprzeczyły szczególnym właściwościom przypisywanym drewnu księżycowemu i uzasadniły je innymi czynnikami. Według TU Drezno drzewo księżycowe jest wierzeniem ludowym i odwołuje się do romantycznej potrzeby oryginalności. W 2002 badania nad drewnem z dębu omszonego pozyskanym w różnych fazach księżyca wykonali  A. Villasante, S. Vignote i D. Ferre, jednak nie stwierdzili oni zależności pomiędzy fazą księżyca a gęstością drewna i utratą przez nie wody; niepowodzenie tego eksperymentu wynikało prawdopodobnie z wzięcia pod uwagę jedynie wpływu faz księżyca bez uwzględnienia zimowej pory roku. W 2010 roku inne badanie zostało przeprowadzone przez P. Barlowa, M. Mikuleckýego i J. Střeštíka, tak aby potwierdzić zjawisko odkryte przez Erwina Thomę. Bazą do analizy w badaniach, które wykonali F. Sorbetti Guerri i M. Cantiani w Vallombrosie od 1976 do 1977 roku, były rośliny: lipa drobnolistna, tulipanowiec amerykański, daglezja zielona i we Florencji od 1988 do 1991 roku na roślinach świerk pospolity, jodła pospolita, orzech włoski, nieszpułka zwyczajna. Badania z Vallombrosy bazowały na drzewach rosnących w lesie, gdzie pomiary zostały wykonane za pomocą ekstensometrów w różnych częściach drzew. Drzewa we Florencji uprawiano w specjalnych pomieszczeniach zaprojektowanych do testowania wpływu warunków oświetleniowych oraz transpiracji na średnicę pnia. Badania przeprowadzono na dwóch świerkach pospolitych i analizowane one były przez E. Zürchera. Na każdym z drzew zamontowane zostały ekstensometry, dodatkowo drzewa były umieszczone w dwóch różnych pomieszczeniach, pierwsze z cyklem 12 godzin światła i 12 godzin ciemności, drugie z kompletną ciemnością. Udowodniono, że średnice pni podążają za pływami księżycowo-słonecznymi. Przedstawione dane potwierdzają fakt wpływu Księżyca na zachowanie drewna. Mniejsza średnica może oznaczać większą gęstość, a to dalej wyższą wytrzymałość i odporność drewna. Zgodnie z Gäumann, Knuchel i Burmester najlepszym momentem na pozyskanie drewna jest zima oraz ubywająca faza Księżyca.

## Poglądy
Na podstawie zapisków Pliniusza, księżycowe drewno wykorzystywano już w Starożytnym Rzymie do budowy okrętów. W Rzymie stosowane surowe kary dla tych, którzy budowali okręty z drewna ściętego w nieodpowiedniej fazie księżyca. Także stare japońskie świątynie, pagody, powstały z drewna pozyskanego w fazie  ubywającego księżyca. Według badań Erwina Thomy i Julii Gruber zgodnie z tradycją naturopatii Paracelsusa i Hildegardy von Bingen, różne gatunki drewna posiadają „przesłanie duchowe”. Drzewa traktowane są jako żywe istoty posiadające własną duszę. W swoich rocznych słojach drzewa rejestrują energie swojego życia, które poprzez drewno oddziałują na ludzi i przynoszą siłę, radość, równowagę i uzdrowienie.

## Publikacje
- …dich sah ich wachsen: Über das uralte und das neue Leben mit Holz, Wald und Mond. 1996
- …und du begleitest mich: Wie Bäume und Hölzer dem Menschen nützen. 1999
- Für lange Zeit: Leben und Bauen mit Holz. Alte Weisheiten für moderne Technologien. 2003
- Vollholz-Häuser: Das Baum Prinzip für naturnahes Wohnen. 2008
- Die geheime Sprache der Bäume – und wie die Wissenschaft sie entschlüsselt. 2012
- Die sanfte Medizin der Bäume: Gesund leben mit altem und neuem Wissen. 2014 (Co-Autor: Maximilian Moser)
- Vom historischen Mondholz zum High-Tech Material (PDF) restaurator-im-handwerk.de, 2015
- Bäume für die Seele: Welches Holz stärkt mich? 2015 (Co-Autorin: Julia Gruber)
- Holzwunder: Die Rückkehr der Bäume in unser Leben. 2016

## Nagrody
- Europejski zwycięzca nagrody R.I.O. (2003) – nagroda za innowację
- Cradle to Cradle Certified (2009) – certyfikat zrównoważonego rozwoju dotyczący wytwarzania produktów.